# Jhon Rojas
Jhon Alexander Rojas Cabrera (Buesaco, 14 de diciembre de 1972) es un campesino, abogado y político colombiano.

## Biografía
Nació en Buesaco Nariño. Estudió derecho en la Universidad Libre y realizó varias especializaciones en alta gerencia, gerencia en servicios de salud  y en gerencia hospitalaria. Hizo tres maestrías en dirección y control de servicios de salud en la Universidad de Alcalá, en eficiencia energética y en criminología de la Universidad Rey Juan Carlos España, ciencias penales y penitenciarias de la Universidad de Nariño. 

Su carrera empezó como archivador de historias laborales en 1996 y luego como asesor de gerencia en Instituto de Seguro Social. En 1996 las Fuerzas Armadas Revolucionarias de Colombia asesinaron a su padre Robert Rojas y entre 1998-2001 fue personero de Buesaco. En 2002 fue asesor de Instituto Nacional de Vías y del Instituto Colombiano de Bienestar Familiar.
Laboró en el sector de salud ostentando, los cargos de gerente de EPS Salud Vida y subdirector y luego director de la caja de compensación Comfamiliar. En 2016 fue gerente de la campaña del plebiscito en Nariño, donde ganó el Sí, paralelamente fue defensor delegado para la salud, seguridad social y discapacidad de la Defensoría del Pueblo de Colombia. Entre 2020-2024 fue gobernador de Nariño.